# Államok vezetőinek listája 140-ben
Ezen az oldalon az i. sz. 140-ben fennálló államok vezetőinek névsora olvasható földrészek, majd országok szerinti bontásban. 

## Európa
- Boszporoszi Királyság
  - Király: Rhoimetalkész (132/133–153/154)

- Római Birodalom
  - Császár: Antoninus Pius (138–161) 
    - Consul: Antoninus Pius császár
    - Consul: Marcus Aelius Aurelius Verus
    - Consul suffectus: Iulius Crassipes
    - Consul suffectus: Marcus Barbius Aemilianus
    - Consul suffectus: Titus Flavius Iulianus

  - Britannia provincia
    - Legatus: Quintus Lollius Urbicus (138–144)

## Ázsia
- Armenia
  - Király: Szohaimosz (137–160)

- Elümaisz
  - Király: IV. Oródész (140-160)

- Harakéné
  - Király: Meredatész (131–150/151)

- Hsziungnuk
  - Sanjü: Hsziuli (128-142)

- Ibériai Királyság
  - Király: II. Paraszmenész (135–185)

- India
  - Anuradhapura
    - Király: Mahallaka Naga (135-141)

  - Szátaváhana Birodalom
    - Király: II. Vasistiputra Pulumáji (130–158)

- Japán
  - Császár: Szeimu (131–191)

- Kína (Han-dinasztia)
  - Császár: Han Sun-ti (125-144)

- Korea
  - Pekcse
    - Király: Keru (128-166)

  - Kogurjo
    - Király: Thedzso (53–146)

  - Silla
    - Király: Ilszong (134–154)

  - Kumgvan Kaja
    - Király: Szuro (42–199?)

- Kusán Birodalom
  - Király: Vásziska (127–140)
  - KIrály: Huviska (140–183)

- Oszroéné
  - Király: VIII. Mánu (139–163)

- Pártus Birodalom
  - Nagykirály: III. Vologaészész (128–147)
  - Ellenkirály (csak keleten): V. Mithridatész (128–147)

## Afrika
- Római Birodalom
  - Aegyptus provincia
    - Praefectus: Gaius Avidius Heliodorus (137–142)

- Kusita Királyság
  - Kusita uralkodók listája

## Fordítás
- Ez a szócikk részben vagy egészben  a   Liste der Staatsoberhäupter 140 című német Wikipédia-szócikk ezen változatának fordításán alapul.  Az eredeti cikk szerkesztőit annak laptörténete sorolja fel. Ez a jelzés csupán a megfogalmazás eredetét és a szerzői jogokat jelzi, nem szolgál a cikkben szereplő információk forrásmegjelöléseként.